# Jean-Claude Hébert (avocat)
Pour les articles homonymes, voir Jean-Claude Hébert (homonymie).
Jean-Claude Hébert, né à Montréal en décembre 1942, LL.M., est un avocat criminaliste, professeur de droit et auteur québécois.
Me Hébert a obtenu un baccalauréat ès arts (B.A.) du Collège Sainte-Croix en 1964, une licence en droit, en 1969, et une maîtrise en droit pénal de l'Université de Montréal, en 1982. Il est membre de la Chambre des notaires du Québec depuis 1970 et du Barreau du Québec depuis 1971.

## Avocat plaideur
Me Jean-Claude Hébert est un avocat plaideur surtout devant les tribunaux de compétence pénale, administrative et disciplinaire. Une consœur trace ainsi, avec un brin d'humour, le profil du juriste et de l'homme :

« (…) Il n'y a pas que les voies du Seigneur qui sont impénétrables : certains êtres ne livrent que très peu d'eux-mêmes, laissant leur interlocuteur se torturer la partie reptilienne de leur cerveau pour débusquer la matière, l'essence profonde, ce que Rabelais nommait la substantifique moelle. Ainsi en est-il d'une rencontre avec Jean-Claude Hébert, criminaliste et spécialiste en droit administratif, combinaison déjà rare. On lui doit une contribution majeure au développement du droit disciplinaire, dans sa réflexion la plus sociologique, c'est-à-dire dans ce que cette spécialité emprunte à l'évolution des mœurs et des choix de vie collectifs. Plus d'une centaine de chroniques, souvent publiées dans la Revue du Barreau, et beaucoup de collaborations à la presse écrite. C'est un juriste complet, un penseur avec une approche d'ensemble, tout le contraire d'un technocrate comme toutes les professions en connaissent. Mais pour parler de lui, disons qu'il a plus en commun avec une huître qu'avec Linda Lemay (…). »

L'Aide juridique
En 1971, Me Hébert fait ses premières armes comme avocat criminaliste à l'Aide juridique du Barreau de Montréal,. « Pendant cinq belles années, écrit-il, ce fut pour moi la véritable université. Ensuite (…), j'ai filé le parfait bonheur du criminaliste dans le secteur privé ».
Affaires célèbres
Dans les années 2000, Me Hébert se fait connaître auprès du grand public avec, notamment, les causes célèbres de l'ex-juge Richard Therrien,, de la syndicaliste Lorraine Pagé,, et de Luc Jouret, gourou de l'Ordre du Temple solaire.
Il a par ailleurs représenté le Tribunal administratif du Québec devant la Commission d'enquête sur le processus de nomination des juges du Québec, aussi appelée la commission Bastarache,,.

« Lors de son passage à l'émission télévision Tout le monde en parle, Me Hébert avait raconté sa tentative de devenir juge, dix années auparavant. Il avait abandonné ses démarches à l'époque après qu'une « personne en très haute autorité » lui eut demandé s'il avait des « appuis politiques ». Il n'en avait pas et ne voulait pas chercher à en avoir non plus, a-t-il alors expliqué. »

MeHébert n'en était pas à sa première intervention devant des commissions d'enquête au Québec, ayant représenté en 2004 l'homme d'affaires Jean Lafleur devant la commission Gomery sur ce qu'on a appelé le « scandale des commandites » et participé en 2007 à la commission Johnson sur l'effondrement du viaduc de la Concorde à Laval, qui avait fait cinq morts et plusieurs blessés.

## Livres et articles
S'appuyant sur une compétence acquise au fil des ans dans le domaine de la criminalité financière, économique et commerciale, il publie en 2002, « Droit pénal des affaires ».

« Combiner droit pénal et droit des affaires n’est pas une mince tâche, et c’est pourquoi il est plutôt rare de rencontrer un juriste pouvant habilement discourir de l’un et de l’autre.
Pourtant, ce n’est pas le besoin de juristes en droit pénal des affaires qui fait défaut. L’actualité récente nous bombarde de scandales impliquant le monde des affaires. Fraude, corruption, blanchiment d’argent, contrefaçon, voilà autant de concepts qui font désormais régulièrement la manchette. Dans ce contexte, il devient indispensable, pour le juriste qui se consacre au droit des affaires, de se familiariser avec les dispositions pénales pertinentes par rapport à ce domaine. Un premier pas en ce sens peut être fait en se procurant l'ouvrage « Droit pénal des affaires » de Jean-Claude Hébert.
L’auteur de cet ouvrage n’a plus besoin de présentation. Cela dit, la préface, signée par l’ancien juge en chef du Canada, Antonio Lamer, nous rappelle les grandes lignes de la carrière de Jean-Claude Hébert. Éminent pénaliste montréalais, celui-ci pratique le droit depuis maintenant trois décennies. Ses compétences dépassent toutefois largement celles du simple praticien, puisque, au fil des ans il a obtenu une maîtrise en droit criminel, enseigné à l’Université de Montréal et écrit des dizaines et des dizaines d’articles de doctrine. Évidemment après un tel parcours professionnel Me Hébert est en mesure d’aborder avec aisance les aspects autant théoriques que pratiques de son sujet. »

Me Hébert a publié plus d'une centaine d'articles et de chroniques dans des revues de droit. Il collabore régulièrement avec les médias d'information pour commenter ou vulgariser l'actualité juridique. C'est dans cet esprit qu'il écrit « Fenêtres sur la justice ».

« (…) Quel que soit le mode de justice pénale, une inquiétante résurgence d’erreurs judiciaires avérées confirme ce mot de Pascal (« Pensées sur la religion ») : « ni la contradiction n’est marque de fausseté, ni l’incontradiction n’est marque de vérité ». La vérité jaillira de l’apparente injustice, disait Albert Camus, dans « La Peste ». Pourtant, n’est-ce pas l’apparence de justice qui est censée rasséréner le public et lui redonner confiance dans l’administration de la justice ? Le capharnaüm de la vérité judiciaire mérite une pause.(…). »

## Commentaires, opinions dans les médias
Une sélection de commentaires, entrevues et présences dans les médias :
- « Laïcité ou suprématie de Dieu? À première vue, le projet du ministre Drainville d'une charte des valeurs fondamentales semble plutôt mal inspiré », Jean-Claude Hébert, dans lapresse.ca, 1er juin 2013[19].

- « Une laïcité à affirmer», Jean-Claude Hébert, dans Coalition Laïcité Québec[20].

- « 10+1 avec Me Jean-Claude Hébert », Nathalie Collard, dans lapresse.ca, 16 décembre 2012[21].

- « Jean-Claude Hébert… en toute simplicité », Dominique Tardif, dans Droit-Inc, 12 mai 2010[22].

- « Jean-Claude Hébert, une fenêtre sur la justice », entrevue avec Michel Lacombe, Radio-Canada.ca, le 17 octobre 2011[23].

- « Laïcité #4 - Entrevue avec Me Jean-Claude Hébert », dans « Articles de fond », publication en ligne de l'Association humaniste du Québec, 1er mai 2010[24].

- « La démocratie masquée », Jean-Claude Hébert, Le Huffington Post Québec. 11 mai 2012[25].

- « L'État-gendarme », Jean-Claude Hébert, Le Huffington Post Québec, 13 février 2012[26].

- « La Cour se défile », Jean-Claude Hébert, Droit-Inc, 21 décembre 2012[27].

- « Mourir dans la dignité : une question stratégique plutôt qu'un débat? », Jean-Claude Hébert, site Web de l'Association canadienne des libertés civiles, 19 janvier 2013[28].

## Enseignement
Me Jean-Claude Hébert est également professeur associé au département des sciences juridiques de l'Université du Québec à Montréal.

## Prix et distinctions
- Advocatus Emeritus 2012

« Chaque année, le Barreau décerne la distinction honorifique Avocat émérite (ou Advocatus Emeritus) à des membres de l’Ordre qui se sont distingués par l'excellence de leur parcours professionnel, par leur contribution exceptionnelle à la profession ou encore par leur rayonnement dans leur milieu social et communautaire(...),,. »

- Médaille du Barreau de Montréal (2007)

Dans l'hommage qu'il rendait à Me Hébert lors de la remise de cette prestigieuse distinction, le bâtonnier Guy Gilbert a déclarait notamment : 

« Dans la foulée d’une constante collaboration avec les médias d’information pour mieux faire comprendre aux citoyens les sujets de nature juridique, Me Hébert a publié, en 2006 aux Éditions du Boréal, un essai intitulé « Fenêtres sur la justice ». C’est pour souligner ce dévouement à la cause de la justice que les membres du Conseil ont unanimement entériné la recommandation du comité de décerner la Médaille du Barreau de Montréal à Me Jean-Claude Hébert. »